# Vokzalna (stanice metra v Charkově)
Vokzalna (ukrajinsky Вокзальна, Vokzaľna, v doslovném překladu Nádražní) je stanice charkovského metra na Cholodnohirsko-Zavodské lince, která se nachází pod nádražím Charkiv-Pasažyrskyj. Stanice byla otevřena v rámci prvního úseku linky Cholodnohirsko-Zavodska dne 23. srpna 1975.
Konstrukčně je stanice jednoduchá a přísně utilitární, které byli charakteristické pro sovětské stanice metra v 70. letech, je podobná stanicím metra na pražské lince C. Sloupy a kolejová zeď jsou obloženy mramorem a podlaha je obložená žulou.

## Název
Plánovaný název stanice byl Vokzalna, ale byl vybrán název Pivdennyj vokzal. Stanice se do 26. května 2024 jmenovala Pivdennyj vokzal dle starého pomenování železniční dráhy, která se během Ruského impéria a SSSR nazývala jako Jižní dráha, jelikož zde jezdily vlaky z Charkova do Moskvy a Bělgorodu. Ukrzaliznycja ale společně s městskou radou se rozhodly přejmenovat stanici a samotnou dráhu. Od 26. dubna 2024 se stanice přejmenovala na Vokzalna.

## Konstrukce stanice
Původně měla být stanice Vokzalna konečnou stanicí linky, jelikož se stanice nacházela v mokrém jílu, tak výstavba by byla mnohem těžší než pro normální průjezdnou stanici. Rozhodlo se tedy posunout konečnou stanicí více na západ, do dnešní stanice Cholodna Hora.
Stavba linky Cholodnohirsko-Zavodska, první linky charkovského metra, byla zahájena během roku 1968. První úsek linky byl oficiálně otevřen 23. srpna 1975 a sestával z osmi stanic; Vulycja Sverdlova – Pivdennyj vokzal – Centralnyj rynok – Raďanska – Prospekt Haharina – Sportyvna – Zavod imeni Malyševa – Moskovskyj prospekt.
Stavba stanice byla nesmírně náročná hlavně kvůli půdě, nad kterou se město nachází, ta obsahuje vodou nasycený jíl a písek, který se musel odvodnit či chemicky zmrazit. Bylo provedeno přes 500 vrtů, které napomáhaly zmrazovat půdu. Díky vodou nasycenou půdou byl vystavěn pouze jeden eskalátorový tunel s vestibulem, místo dvou.

## Charakteristika stanice
Z technického hlediska byla stanice postavena jako středně hluboko založená trojlodní stanice v hloubce 26 metrů. Skládá se ze tří odlišných klenutých hal s jednou centrální halou a dvěma bočními halami s nástupišti, z nichž každý je oddělen řadou lichoběžníkových sloupů. Centrální hala je s jediným nadzemním vestibulem propojena eskalátorovým tunelem, vestibul má čtyři východy, které ústí na Přinádražní náměstí a do nádražní budovy nádraží Charkiv-Pasažyrskyj.
Designově je stanice jednoduchá a přísně utilitární, charakteristická pro sovětské stanice metra v 70. letech, je podobná stanicím metra na pražské lince C. Sloupy a kolejová zeď jsou obloženy mramorem a podlaha je obložená žulou.